# Wolfgang Diehl (Schriftsteller)
Wolfgang Diehl  (* 8. August 1940 in Landau in der Pfalz) ist ein deutscher Lehrer, der als Autor und Grafiker bekannt wurde.

## Leben
Diehl wuchs in Ilbesheim und Landau auf. 1961 absolvierte er in Landau das Abitur und studierte dann Philosophie, Germanistik, Kunstgeschichte, Politische Wissenschaften und Geschichte in Heidelberg, Wien, Berlin und Mainz. Danach war er Studienrat an einem Gymnasium in Landau. Bis 1977 folgten Tätigkeiten als Journalist und Redaktionsleiter. Nach künstlerischer Ausbildung mit Schwerpunkt in Radierungen und Linolschnitt publizierte er regional als Kunsthistoriker.
Diehl ist Mitglied des Literarischen Vereins der Pfalz, dessen Erster Vorsitzender er von 1982 bis 1989 war; außerdem ist er Mitglied der Arbeitsgemeinschaft Pfälzer Künstler (apk).
Der Autor war Mitgründer der Zeitschriften Chaussee und der Neuen Literarischen Pfalz.
Diehl schreibt Lyrik und Prosa, teils in Pfälzer Mundart. Er lebt in Landau.

## Werke (Auswahl)
- Linksrheinisches, Gedichte. Oppenheim 1975.
- Saigon gesehen – gestorben. Erzählungen. Autorenforum, Neustadt an der Weinstraße 1980, ISBN 978-3-87629-000-3.
- Heimatliebe – Heimattrauer. Pfalzgedichte. Pfälzische Verlagsanstalt 1987, ISBN 978-3-87629-112-3.
- Konrad Krez, Freiheitskämpfer und Dichter in Deutschland und Amerika. Pfälzische Verlagsanstalt 1988, ISBN 978-3-87629-124-6.
- Die Rheinebene in der Malerei. In: Michael Geiger, Günter Preuß, Karl-Heinz Rothenberger (Hrsg.): Der Rhein und die Pfälzische Rheinebene. Verlag Pfälzische Landeskunde, Landau 1991, ISBN 3-9801147-3-2, S. 328–345.
- Schlachtfest und Metzelsupp'. Eine Anthologie. Pfälzische Verlagsanstalt, 1992, ISBN 978-3-87629-233-5.
- Reisen in Deutschland: Die Pfalz. Verlag C.J., München 1995.
- Heimat, Provinz und Region im Spiegel der Literatur. Jahresgabe des Literarischen Vereins der Pfalz. Speyer 2003, ISBN 978-3-9809078-0-4.
- Saalfeld, Martha. In: Neue Deutsche Biographie (NDB). Band 22, Duncker & Humblot, Berlin 2005, ISBN 3-428-11203-2.
- Hexentanzplatz oder Farben der Kindheit. Roman. ZweibaumVerlag 2008, ISBN 978-3-941129-00-9.
- Der Katzenvater. Prosa. Monsenstein und Vannerdat 2009, ISBN 978-3-86582-910-8.
- Der Mann von Cyrene. Gesammelte Erzählungen, Band 1. ZweibaumVerlag 2009, ISBN 978-3-941129-02-3.
- Der Herr der Raben. Gesammelte Erzählungen, Band 2. ZweibaumVerlag 2010, ISBN 978-3-941129-04-7.
- Werkverzeichnis – Lesebuch Von der Heimat. Kleine Prosa. Ärgernisse und Freundlichkeiten. ZweibaumVerlag 2012, ISBN 978-3-941129-03-0.
- ‘s Herz uf de Zung. Gedichte vum Walther von der Vogelweide uf Pälzisch noochgschrewwe. ZweibaumVerlag 2012, ISBN 978-3-941129-05-4.
- Gartenglück und Gartenlust. Von heutigen und gewesenen Gärten und Parks und Vom Sinn des Gärtnerns. ZweibaumVerlag 2015, ISBN 978-3-941129-13-9.
- Die schönste Stadt des Landes – Landes AU. Landau in der Literatur, Historische Text- und Bild-Hommage. ZweibaumVerlag 2016, ISBN 978-3-941129-14-6.
- Max Slevogt. Zum 150. Geburtstag. Der Künstler, Neukastel, Leinsweiler und die Pfalz. ZweibaumVerlag 2018, ISBN 978-3-941129-17-7.
- Abendlied. Spätnachrichten. Freundliches und Unfreundliches. Gedichte mit 45 Collagen. ZweibaumVerlag 2020, ISBN 978-3-941129-18-4.
- Kämpferische Westmark: zur Kulturpolitik, Literatur und Bildenden Kunst während des Dritten Reichs in den Gauen Pfalz, Saarpfalz und Westmark. Band 20, Selbstverlag der Stiftung zur Förderung der pfälzischen Geschichtsforschung, Neustadt 2020, ISBN 978-3-942189-23-1.[3]
- Am Rhein – Deutschlands Mythen-Strom in Poesie und Politik. Literarisch-historische Rheinfahrt angesichts der besonderen Beziehung Frankreichs zum Rhein. verlag regionalkultur, 2024, ISBN 978-3-95505-463-2.

## Auszeichnungen
- 1979: Förderpreis für Literatur des Landes Rheinland-Pfalz[4]
- 1980: Pfalzpreis für Literatur[5]
- 1982: Hambach-Preis (ex aequo)
- 1988: Fachinger-Literaturpreis, 3. Rang
- 1993: Preis der Emichsburg
- 2000: Hermann-Sinsheimer-Plakette[6]
- 2023: Lebenswerkpreis für Literatur (Bezirksverband Pfalz)[2]